# Fulbert av Chartres
Fulbert av Chartres, död 1028 eller 1029, var en fransk teolog.
Fulbert blev biskop i Chartres 1007, där han grundade stadens lärdomsskola. Fulbert befordrade vördnad av helgonen i sitt stift, särskilt jungfru Maria. Av hans skrifter finns bevarade predikningar och tidshistoriskt intressanta brev.